# Knäred nedre vattenkraftverk
Luafel: bad argument #1 to 'getBestStatements' (string expected, got nil).
Knäred nedre vattenkraftverk är ett vattenkraftverk strax uppströms om Knäred i Laholms kommun, Sverige. Det använder vatten från Lagan. Verket togs i drift 1910 då det invigdes av Gustav V. De förbinds med närbelägna Knäred övre vattenkraftverk genom en kanal. De bägge kraftverken togs i drift samtidigt. Kraftverksbyggnaden ritades av Hans Thyselius och ser ut som en borg.
Det finns planer på att bygga ett nytt vattenkraftverk i Bassalt, som förutom att ersätta det existerande vattenkraftverket där också ska ersätta Knäred nedre och övre.